# Shahdol

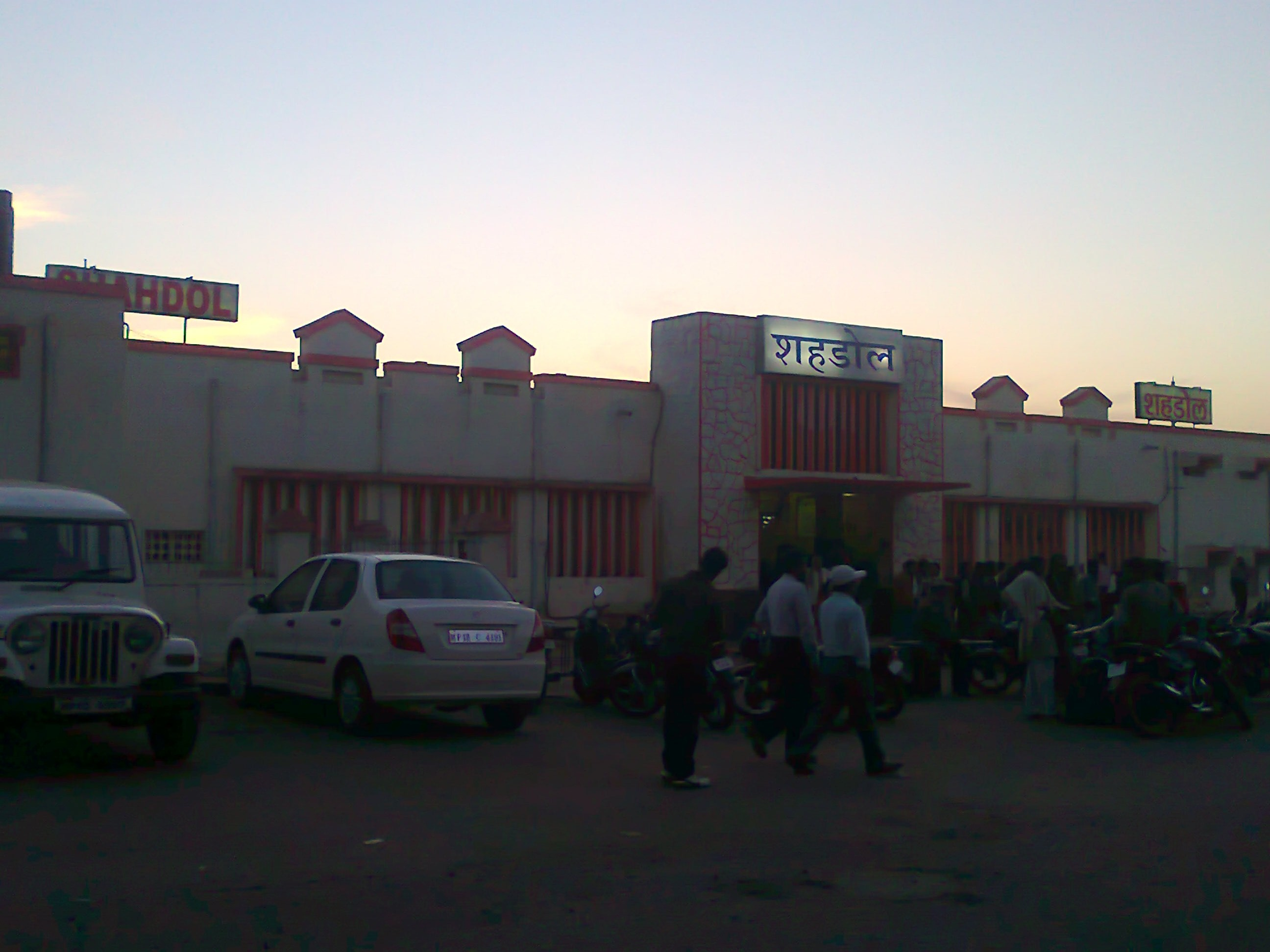
Järnvägsstationen i Shahdol.

Shahdol (bengali: শাহদোল) är en stad i den indiska delstaten Madhya Pradesh, och är huvudort för ett distrikt med samma namn. Folkmängden uppgick till 86 681 invånare vid folkräkningen 2011.